# Comuna Topilne, Rojîșce
Topilne (în ucraineană Топільне) este o comună în raionul Rojîșce, regiunea Volînia, Ucraina, formată din satele Dmîtrivka, Mîhailîn și Topilne (reședința).

## Demografie
Componența lingvistică a satului Topilne
     Ucraineană (98,93%)
     Alte limbi (0,88%)
Conform recensământului din 2001, majoritatea populației satului Topilne era vorbitoare de ucraineană (98,93%), existând în minoritate și vorbitori de alte limbi.